# Kree Harrison
Kree Annette Harrison, född 17 maj 1990 i Port Arthur, Texas, är en amerikansk sångerska. Hon kom på andra plats i American Idol 2013 efter vinnaren Candice Glover.

## Diskografi
Studioalbum
- 2016 – This Old Thing

Singlar
- 2013 – "All Cried Out"
- 2016 – "This Old Thing"
- 2016 – "Dead Man's House"